# Дом културе Пријепоље
Дом културе Пријепоље је градска установа Пријепоља за развој културе и уметности. Налази се у улици Санџачких бригада бб.

## Историја
Дом културе Пријепоље је отворен 4. јула 1979. средствима грађана под називом Дом револуције. Располаже са 4500m², малом салом са двеста места за организовање научних скупова, књижевних вечери, трибина, дечјих позоришних представа, луткарских представа и друго, великом салом са шесто места за одржавање позоришних, филмских, оперских, балетских представа, концерата забавне и народне музике, хорских и клавирских програма, промоција, помоћним трибинама од 444 места која служе за праћење наведених програма, великим и малим салоном за различите намене, курсевима енглеског језика, теретанама, атељеом, великим холовима на спрату и приземљу са фонтанама, скулптурама, мозаиком и сликама легата Милешевске сликарске колоније које украшавају отворени део, малом и великом галеријом, ликовном школом, школом фолклора, школом плеса, књижевним клубом и дискотеком са бифеом који може да прими хиљаду посетилаца. Основна делатност Дома културе Пријепоље је ликовна, позоришна, музичка, филмска и образовно научна са издавачком делатношћу и програмима на бошњачком језику. Организују различите културне манифестације међу којима су Смотра народног изворног стваралаштва – Мостови Балкана, Дечурлијада, Бум–Фест и други.